# Halone anartioides
Halone anartioides là một loài bướm đêm thuộc phân họ Arctiinae, họ Erebidae.